# 2-Oxoquazepam
2-Oxoquazepam (Sch 15725) là một dẫn xuất của benzodiazepine và là một trong những chất chuyển hóa hoạt động chính của quazepam (Doral).